# イバラモエビ属
イバラモエビ属（イバラモエビぞく、学名: Lebbeus）は、十脚目モエビ科の下位分類群の一つ。タイプ種は L. orthorhynchus（=ホッキョクイバラモエビ L. polaris）である。
額角は細長く、イバラモエビ L. groenlandicus、トサカモエビ L. compressus では頭胸甲上の鋸歯が大きく発達する。体は太くて短く、断面は円形をしている。体色は、深海生種は全身が赤っぽく、浅海生種は周囲の環境に合わせる保護色を発達させる。縦縞模様や横縞模様の種類が多い。
和名にあるイバラモエビに代表されるように、モエビ科の中では寒帯・深海性の中・大型種を含むのが特徴だが、シマモエビ L. fasciatus 等の浅海生種もいる。さらに20世紀後半頃からは、温暖な浅海域で他の動物と共生するバルスイバラモエビ L. balssi、コマチイバラモエビ L. comanthi 等の小型種も発見された。
同じ属でありながら分布域は北極海・太平洋・南極海・大西洋南東部に及び、暖海/寒海生、浅海/深海生、単独生活/共生の各種が含まれる。生態は種類ごとに変異に富む。
深海生の大型種は食用に漁獲されるものもいる。

## 種類
21世紀に入ってもなお各地で新種が報告されている。日本近海での新種発見は研究者による調査の他にも、アカザエビ等の漁で混獲された個体が新種と判明した例もある。
学名（属名 Lebbeus は L. と略記）、記載者、記載年、和名、タイプ産地（または記録地・分布域）の順に挙げる。
- L. acudactylus Jensen, 2006
- L. africanus Fransen, 1997
- L. antarcticus (Hale, 1941) - 南極アデリーランド-ウィルクスランド沿岸・水深640m
- L. balssi Hayashi, 1992 - バルスイバラモエビ/体長25mmほど。南日本沿岸・スナイソギンチャクと共生
- L. bidentatus Zarenkov, 1976 - ペルー
- L. brandti (Brazhnikov, 1907) - キタイバラモエビ/オホーツク海・水深335m
- L. carinatus Zarenkov, 1976 - ペルー沖・水深1850m
- L. carinatus de Saint Laurent, 1984 (nec Zarenkov, 1976)
- L. catalepsis Jensen, 1987 - 東太平洋ファンデフカ海峡・潮下帯
- L. clarehannah McCallum et Poore, 2010
- L. comanthi Hayashi et Okuno, 1997 - コマチイバラモエビ/体長30mmほど。南日本沿岸・ウミシダ類と共生
- L. compressus Holthuis, 1947 - トサカモエビ/体長40mmほど。熊野灘から東北地方南部の太平洋岸・水深200-300m
- L. cristagalli McCallum et Poore, 2010
- L. cristatus Ahyong, 2010
- L. curvirostris Zarenkov, 1976 - ペルー沖・水深1680-1860m
- L. elegans Komai, Hayashi et Kohtsuka, 2004 - ミヤビイバラモエビ/能登半島沖の日本海・水深400m
- L. eludus Jensen, 2006
- L. fasciatus Kobjakova, 1936 - シマモエビ/体長40mmほど。北西太平洋沿岸・寒帯・浅海生
- L. grandimanus (Brazhnikov, 1907) - ヤドリイバラモエビ/サハリン沿岸・水深19-118m
- L. groenlandicus (Fabricius, 1775) - イバラモエビ/体長100mm以上。北太平洋-北極海・水深200-300m
- L. heterochelus (Kobjakova, 1936) - オホーツク海・水深165m
- L. indicus Holthuis, 1947 - インドネシア・バリ海・水深1018m
- L. kuboi Hayashi, 1992 - クボイバラモエビ/日本海・富山県滑川沖・水深200m
- L. laevirostris Crosnier, 1999
- L. lagunae (Schmitt, 1921) - カリフォルニア州ラグナビーチ・水深22-27m
- L. longidactyla (Kobjakova, 1936) - オホーツク海・水深440-504m
- L. longipes (Kobjakova, 1936) - アシナガイバラモエビ/日本海
- L. manus Komai et Collins, 2009
- L. microceros (Krøyer, 1841) - グリーンランド
- L. miyakei Hayashi, 1992 - ミヤケイバラモエビ/福岡県小呂島沖・水深30-40m
- L. mundus Jensen, 2006
- L. nudirostris Komai et Takeda, 2004 - サガミイバラモエビ/相模灘・水深250m
- L. polaris (Sabine, 1824) - ホッキョクイバラモエビ/カナダ北極諸島周辺
- L. polyacanthus Komai, Hayashi et Kohtsuka, 2004 - トラフイバラモエビ/能登半島沖の日本海・水深400m
- L. profundus (Rathbun, 1906) - ハワイ近海・水深1394-1829m
- L. saldanhae (Barnard, 1947) - 南アフリカ西部サルダーニャ湾・水深265m
- L. schrencki (Brazhnikov, 1907) - 樺太東岸・水深43-100m
- L. scrippsi Wicksten et Mendez, 1982 - チリ北部沖・水深768-968m
- L. similior Komai et Komatsu, 2009
- L. speciosus (Urita, 1942) - カラフトシマモエビ/体長30mmほど。樺太大泊（コルサコフ）-北海道東部。寒帯・浅海生
- L. spinirostris (Kobjakova, 1936) - オホーツク海・水深165m
- L. splendidius Wicksten et Mendez, 1982 - ペルー北部沖・水深712-744m
- L. spongiaris Komai, 2001 - カイメンヤドリモエビ/相模灘と伊豆大島・水深228-698m。カイメン類と共生
- L. tosaensis Hanamura et Abe, 2003 - 土佐湾、相模灘・水深250-344m
- L. unalaskensis (Rathbun, 1902) - アメリカイバラモエビ/ウナラスカ島北のベーリング海・水深640m
- L. ushakovi (Kobjakova, 1936) - オホーツク海・水深165m
- L. vicinus vicinus (Rathbun, 1902) - ウナラスカ島北のベーリング海・水深566m
  - L. vicinus montereyensis Wicksten and Mendez, 1982 - バハ・カリフォルニア半島西方沖・水深2068-2086m
- L. vinogradowi Zarenkov, 1960 - オホーツク海北部・水深204m
- L. washingtonianus (Rathbun, 1902) - ワシントン州北部沖・水深1253m
- L. wera Ahyong, 2009
- L. yaldwyni Kensley, Tranter et Griffin, 1987 - オーストラリア・シドニー東方・水深450m